# Tino
Tino är en italiensk ö i Liguriska havet och i den västligaste delen av La Speziabukten. Ön är en av tre närliggande öar i en arkipelag söder om Porto Venere. Den största av de tre, Palmaria, ligger norr om ön och den minsta Tinetto i söder.
1997 blev arkipelagen tillsammans med Porto Venere och Cinque Terre ett världsarv.

## Historia
La Speziabuktens skyddshelgon, Sankt Venerius, sägs ha levt på ön som eremit, och senare som abbot, fram till sin död år 630. En fest för honom firas årligen den 13 september. Man tror att en helgedom byggdes på Venerios dödsplats för att ha hans kvarlevor och att denna utvidgades till ett kloster på 1000-talet. Lämningarna av klostret finns på norra delen av ön.
Delar av ön är idag militärt område och här står ett fyrtorn.